# Rossignol de l'Himalaya
Espèce
Statut de conservation UICN

 LC  : Préoccupation mineure
Le robin de l'Himalaya (Tarsiger rufilatus) ou rossignol de l'Himalaya, est une espèce de petits passereaux de la famille des Muscicapidae (auparavant incluse dans la famille des Turdidae). 

## Taxonomie
À la suite d'une étude de Rasmussen & Anderton (2005), cette espèce est séparée du Rossignol à flancs roux (Tarsiger cyanurus).

## Description

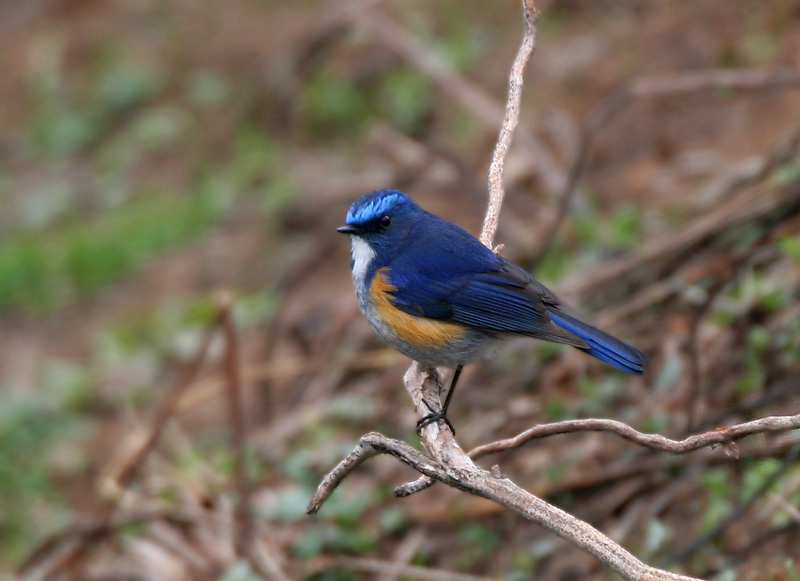
♂
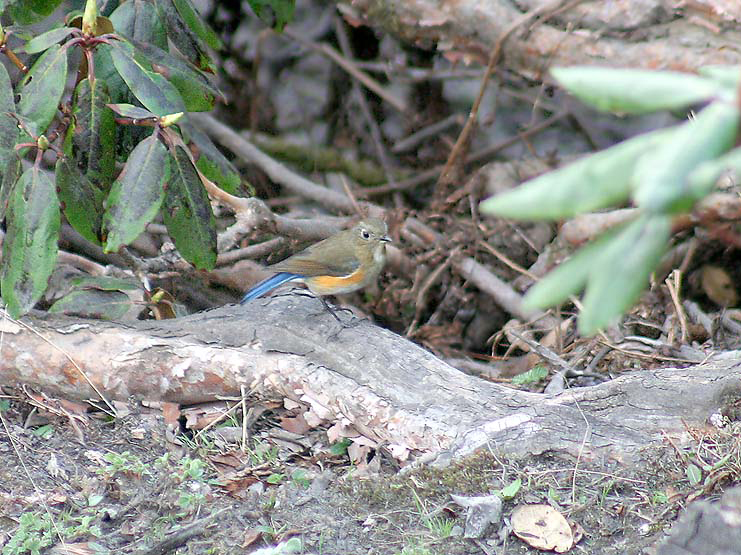
♀

## Répartition et sous-espèces
Son aire s'étend à travers les montagnes de l'Himalaya du centre/sud de la Chine, incluant le sud-est du Tibet.
Selon la classification de référence du Congrès ornithologique international (14.2, 2024) :
- T. s. pallidior (Baker, 1924) — ouest de l'Himalaya
- T. s. rufilatus (Hodgson, 1845) — Himalaya, monts Hengduan et du Sichuan

## Habitat
Il fréquente notamment les pins, cyprès et épicéas de l'Himalaya.

## Nourriture
Il se nourrit principalement d'insectes comme les punaises,les scarabées et les fourmis. En été, il s'alimente aussi de baies et de graines d'herbe.